# Matteo Porru
Matteo Porru (Roma, 21 febbraio 2001) è uno scrittore italiano.

## Biografia
Esordisce nel mondo della scrittura a sedici anni, scoperto da Maurizio Costanzo, dopo aver pubblicato svariati racconti in formato digitale. Lo conduce alla scrittura un'esperienza di malattia insorta durante l'infanzia.
Nel 2019, all'ultimo anno del Liceo G.M. Dettori di Cagliari, vince la sezione "Giovani" del Premio Campiello con il racconto Talismani. Nello stesso anno, con Madre ombra, si aggiudica il Premio Zingarelli ed è finalista al Premio Cambosu e al Premio Alziator.
Con Il dolore crea l'inverno, sua prima opera per l'editore Garzanti, è tra i finalisti del Premio Fiesole e vince il Premio Libri a 180 gradi. Il romanzo, pubblicato in Francia da Buchet Chastel, gli vale il Grand Prix du Livre e il Prix Une terre, Un ailleurs. Nel 2024, Porru entra nella giuria del Premio Solinas e scrive la drammaturgia Cobalto per il Teatro Stabile del Veneto. 
Nel 2025 debutta in Rai alla conduzione di Itaca – Un mare di storie insieme a Enrico Galiano.  
Laureato in Philosophy, International and Economic Studies all'Università Ca' Foscari di Venezia, è giornalista pubblicista ed editorialista per i quotidiani del gruppo SAE.
È direttore del Festival dell'Altrove, dedicato alla memoria dello scrittore Giulio Angioni.
La sua vita è raccontata nel documentario Matte, distribuito da RaiPlay.

## Opere

### Romanzi
- The mission, Cagliari, La Zattera, 2017. ISBN 978-88-9000-237-3
- Quando sarai grande, Cagliari, La Zattera, 2018. ISBN 978-88-8558-626-0
- Madre ombra, Cagliari, La Zattera, 2019. ISBN 978-88-8558-658-1
- Il dolore crea l'inverno, Milano, Garzanti, 2023. ISBN 978-88-1100-385-4
- Il volo sopra l'oceano, Milano, Garzanti, 2025. ISBN 978-88-1101-751-6

### Saggi
- Il tempo di nuovo in Quaderno Circolo Rosselli n. 1/2 XLII, Pisa, Pacini editore, 2021. ISBN 978-88-6995-844-1
- Domani è un altro mondo, con Bachisio Bandinu, Nuoro, Il Maestrale, 2024. ISBN 978-88-6429-349-3

### Racconti
- Talismani, Antiga Edizioni per Fondazione Il Campiello, 2019. ISBN 978-88-8435-161-6
- Se viene il temporale in Circospetti ci muoviamo, Firenze, effequ, 2021. ISBN 979-12-8026-310-0
- Ma Nino aspetta in Cagliaritani per sempre, Roma, Edizioni della Sera, 2022. ISBN 978-88-3221-355-3
- La contorsione in I racconti della locanda, Varese, Edizioni XY, 2023. ISBN 978-88-9716-060-1

### Varie
- Dieci sabati, Nuoro, Distretto Culturale del Nuorese, 2021. ISBN 979-12-2101-101-2
- Piccoli grandi sindaci d'Italia: storie, idee, passioni che hanno fatto la storia del '900, con Gianni Giovannetti, Ferruccio De Bortoli e Antonio Decaro, Roma, SAE editore, 2023[27].

## Teatro
Drammaturgie
- Talismani, Teatro Stabile del Veneto, 2022-2023.
- Cobalto, Teatro Stabile del Veneto, 2024.
- Manifesto di un morto a cavallo, Campania Teatro, 2025[28].

Attore
- White Rabbit Red Rabbit, di Nassim Soleimanpour, 2024[29].

## Programmi televisivi
- Itaca – Un mare di storie (RaiPlay, 2025)[30]

Partecipazioni televisive
- DiMartedì, LA7 – Ospite ricorrente

## Riconoscimenti
- 2019 – Premio Campiello sezione Giovani
- 2019 – Premio Zingarelli
- 2024 – Premio Libri a 180 gradi
- 2024 – Premio Navicella[31]
- 2024 – Grand Prix du Livre FIFAD
- 2025  – Prix Une terre, Un ailleurs